# 대 (오호 십육국)

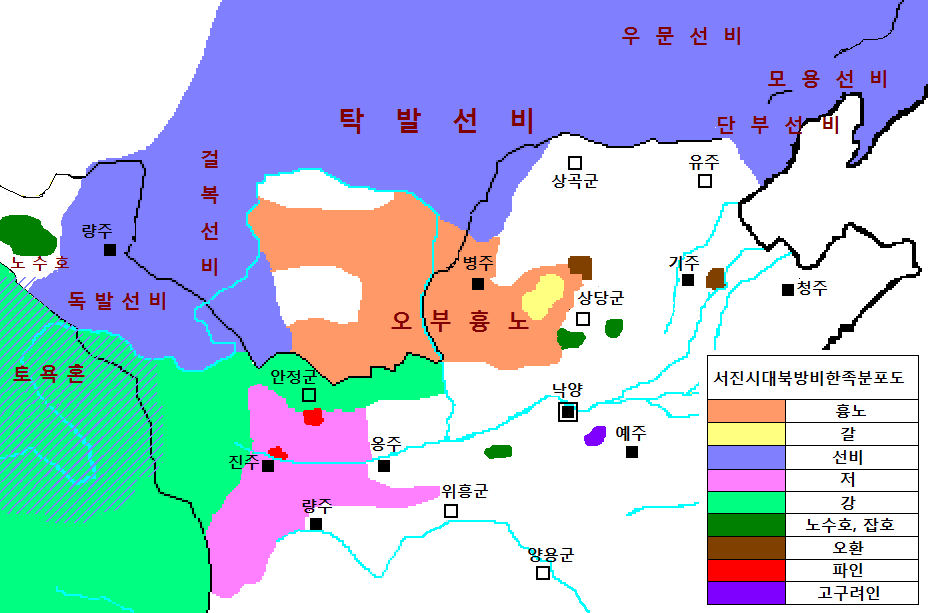
서진 시기 북방에 있던 각 부족의 분포도.(황하 중-상류 북부에 탁발선비가 위치해 있고 그 근방이 대나라의 영역과 일치하였다.)

대나라(代, 315년 ~ 376년)는 오호십육국 시대에 건국된 국가로, 남북조시대 북위의 전신이었다. 시조는 탁발의로였다.
261년 탁발부의 대인(大人, 수령) 탁발역미가 위나라에 조공을 바쳤다. 이것이 훗날 국호를 위나라로 정하게 되는 한가지 이유가 되었다. 서진은 이들 세력을 이용해 북방을 안정시키기 위해 병주 북쪽의 땅을 주어 살게 하였다.
315년, 탁발부의 대인 탁발의로는 서진의 관작을 받고 대나라의 왕으로 봉해졌다.
탁발십익건의 시기 전진에게 멸망당했다. 십익건의 손자 탁발규(도무제)는 전진이 비수대전에서 대패하여 쇠퇴한 시기를 틈타 386년 대나라 왕을 칭하고 자립했다. 이후 1년후 국호를 위나라로 정했다.

## 같이 보기
- 오호
- 탁발씨

| 대수  | 묘호        | 시호                                   | 성명                   | 연호                   | 재위기간                    |
| ----- | ----------- | -------------------------------------- | ---------------------- | ---------------------- | --------------------------- |
| 제1대 | -           | 목황제 (穆皇帝) (북위 도무제 추숭)     | 탁발의로(拓跋猗盧)     | -                      | 315년 ~ 316년               |
| 제2대 | -           | 문평황제 (文平皇帝) (북위 도무제 추숭) | 탁발보근(拓跋普根)     | -                      | 316년                       |
| 제3대 | -           | 애황제 (哀皇帝) (북위 도무제 추숭)     | -                      | -                      | 316년                       |
| 제4대 | 태조 (太祖) | 평문황제 (平文皇帝) (북위 도무제 추숭) | 탁발울률(拓跋鬱律)     | -                      | 316년 ~ 321년               |
| 제5대 | -           | 혜황제 (惠皇帝) (북위 도무제 추숭)     | 탁발하녹(拓跋賀傉)     | -                      | 321년 ~ 325년               |
| 제6대 | -           | 양황제 (煬皇帝) (북위 도무제 추숭)     | 탁발흘나(拓跋紇那)     | -                      | 325년 ~ 329년 335년 ~ 337년 |
| 제7대 | -           | 열황제 (烈皇帝) (북위 도무제 추숭)     | 탁발예궤(拓跋翳槐)     | -                      | 329년 ~ 335년 337년 ~ 338년 |
| 제8대 | 고조 (高祖) | 소성황제 (昭成皇帝) (북위 도무제 추숭) | 탁발십익건(拓跋什翼犍) | 건국(建國) 338년~376년 | 338년 ~ 376년               |